# Pellia neesiana
Pellia neesiana là một loài rêu trong họ Pelliaceae. Loài này được (Gottsche) Limpr. mô tả khoa học đầu tiên năm 1876.

## Hình ảnh

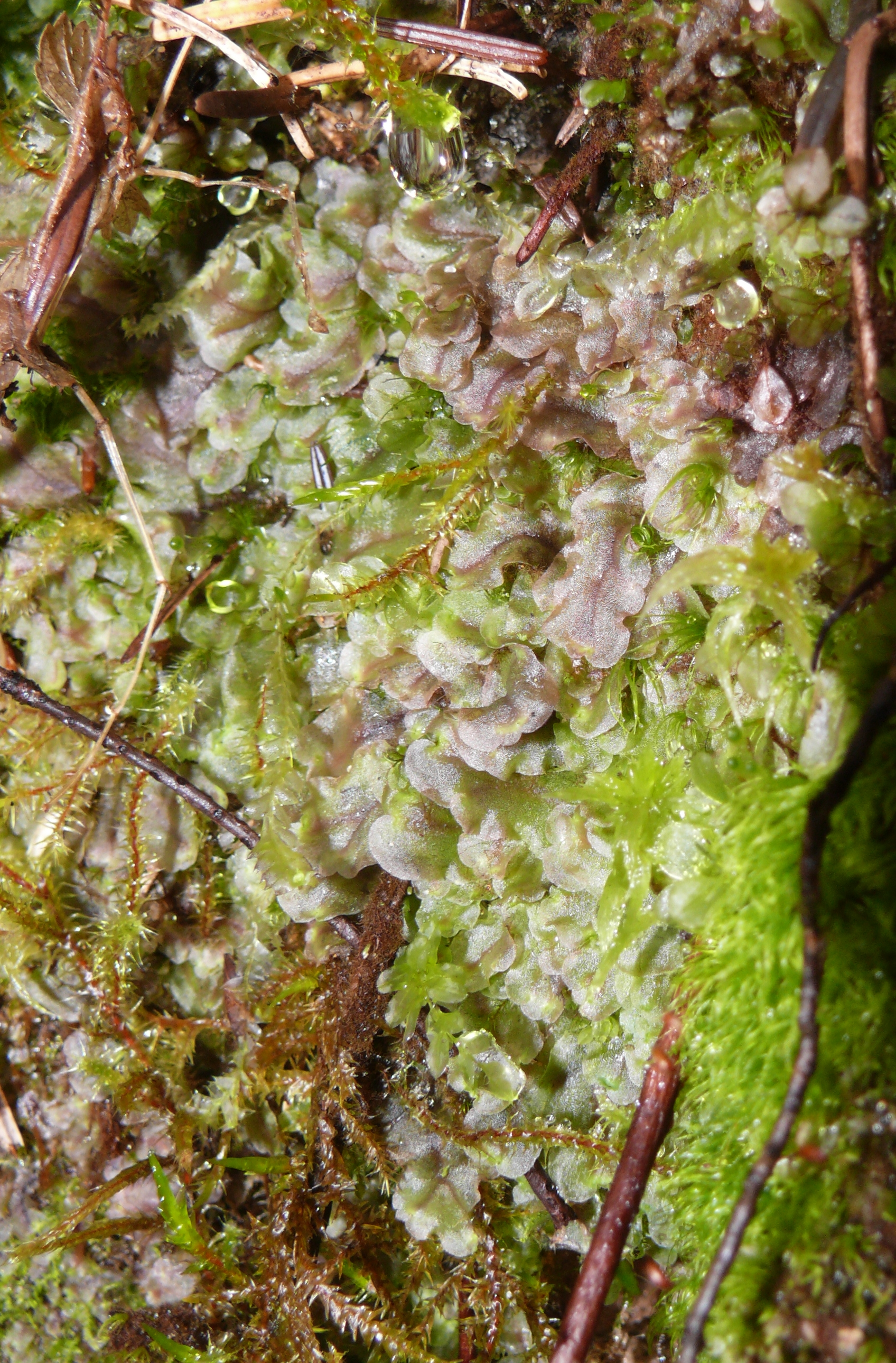
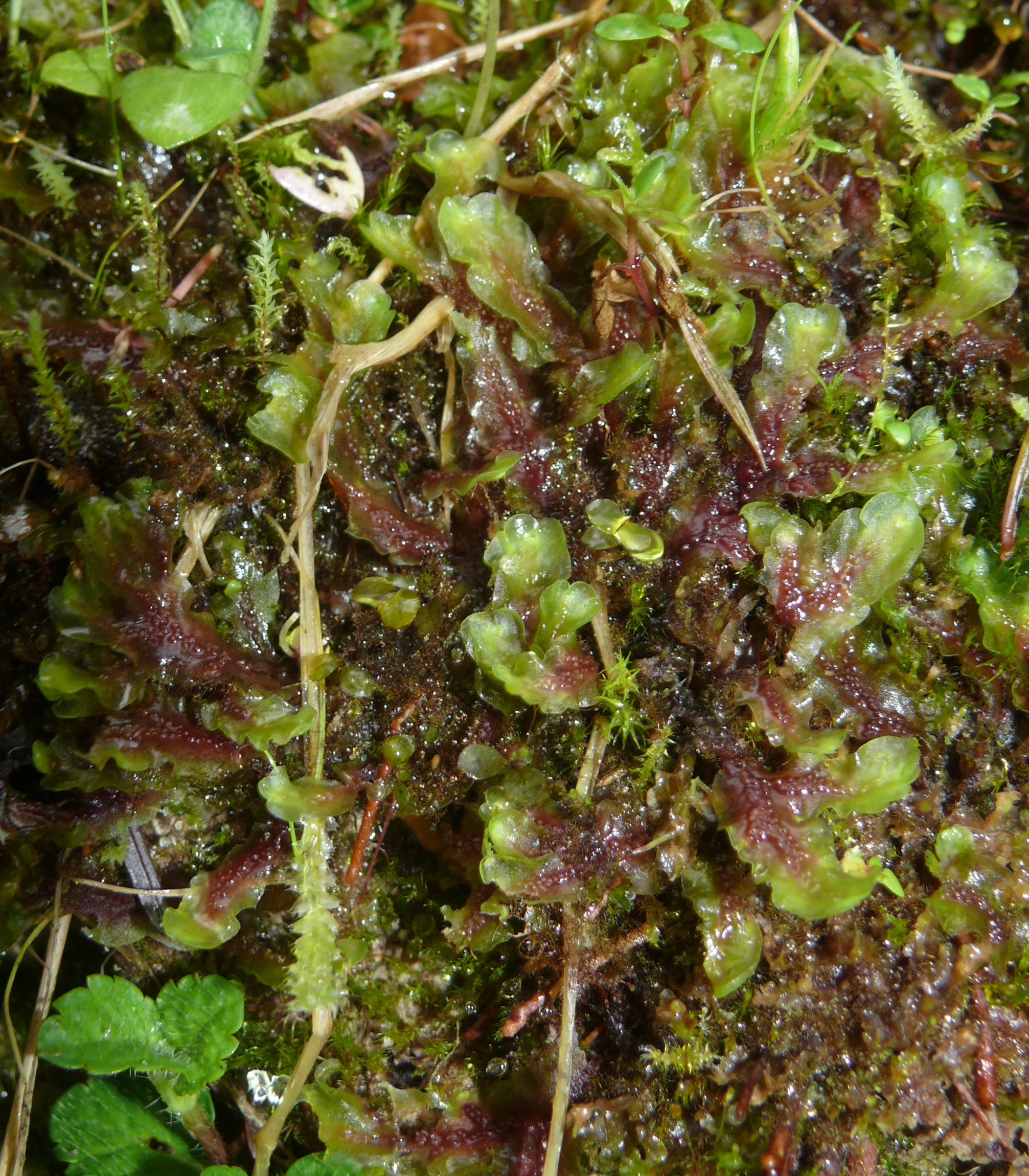
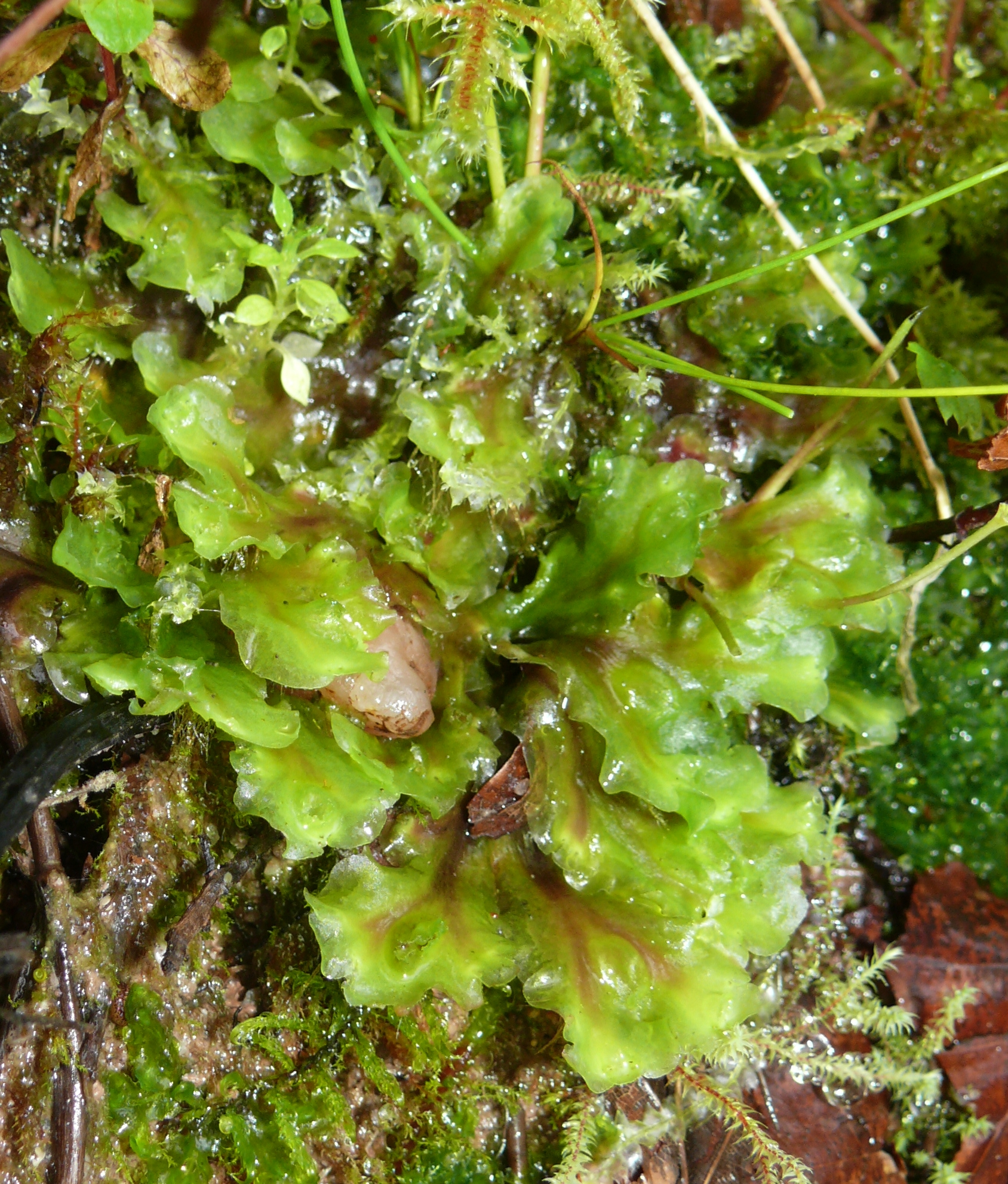